# 忠诚当铺
忠诚当铺，位于中国广东省佛山市禅城区禄丰大街。1998年4月30日公布为佛山市文物保护单位，登录名为禄丰当楼。2006年10月25日重新公布时更改登录名为忠诚当铺。
禄丰当楼的历史年代为民国。